# Кокоа строкатоплечий
Коко́а строкатоплечий (Xiphorhynchus lachrymosus) — вид горобцеподібних птахів родини горнерових (Furnariidae). Мешкає в Центральній і Південній Америці.

## Підвиди
Виділяють три підвиди:

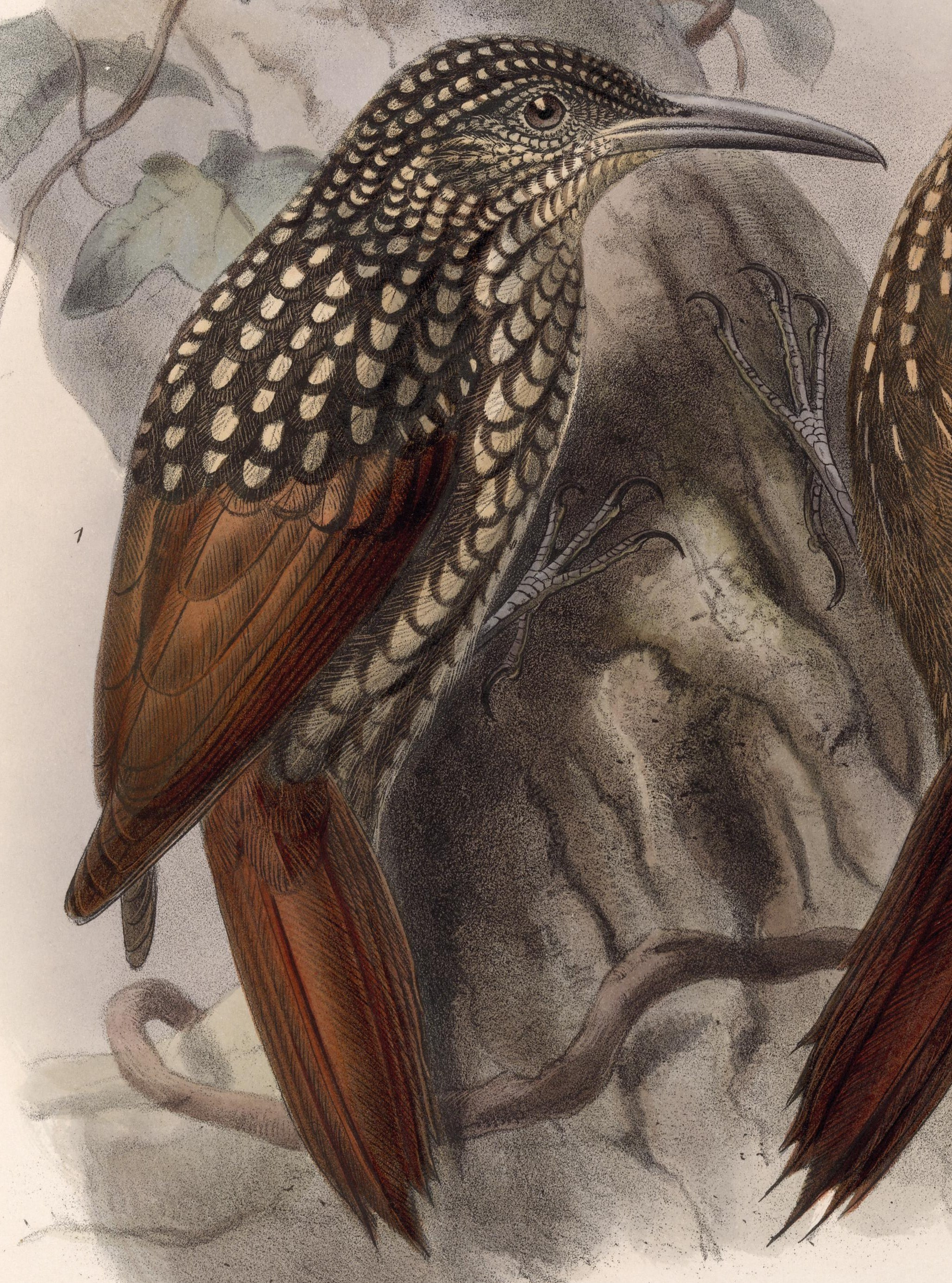
Строкатоплечий кокоа

- X. l. lachrymosus (Lawrence, 1862) — схід Нікарагуа, Коста-Рики і Панами, захід Колумбії (нижня течія Атрато і тихоокеанське узбережжя) і північний захід Еквадору (на південь до північної Пічинчи і північного Манабі);
- X. l. eximius (Hellmayr, 1904) — тихоокеанське узбережжя Коста-Рики і Панами;
- X. l. alarum Chapman, 1915 — північна Колумбія (долини річок Сіну[en], Каука і Магдалена.

## Поширення і екологія
Строкатоплечі кокоа мешкають в Нікарагуа, Коста-Риці, Панамі, Колумбії і Еквадорі. Вони живуть у вологих рівнинних і гірських тропічних лісах, на узліссях і плантаціях. Зустрічаються на висоті до 1500 м над рівнем моря. Живляться переважно безхребетними.